# Isobel Varley

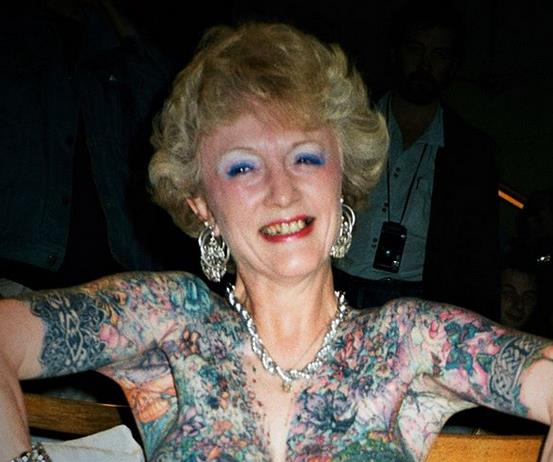
Isobel Varley auf der Tattoo Convention Amsterdam 1990

Isobel Varley (* 21. Mai 1937 in Yorkshire als Isobel Margaret Thorpe; † 11. Mai 2015 in Stevenage, Hertfordshire) war eine für ihre Tätowierungen bekannte Britin. Sie wurde erstmals im Jahr 2000 als „meisttätowierte Seniorin der Welt“ bezeichnet und hielt ab 2010 den entsprechenden Guinness-Weltrekord.

## Leben

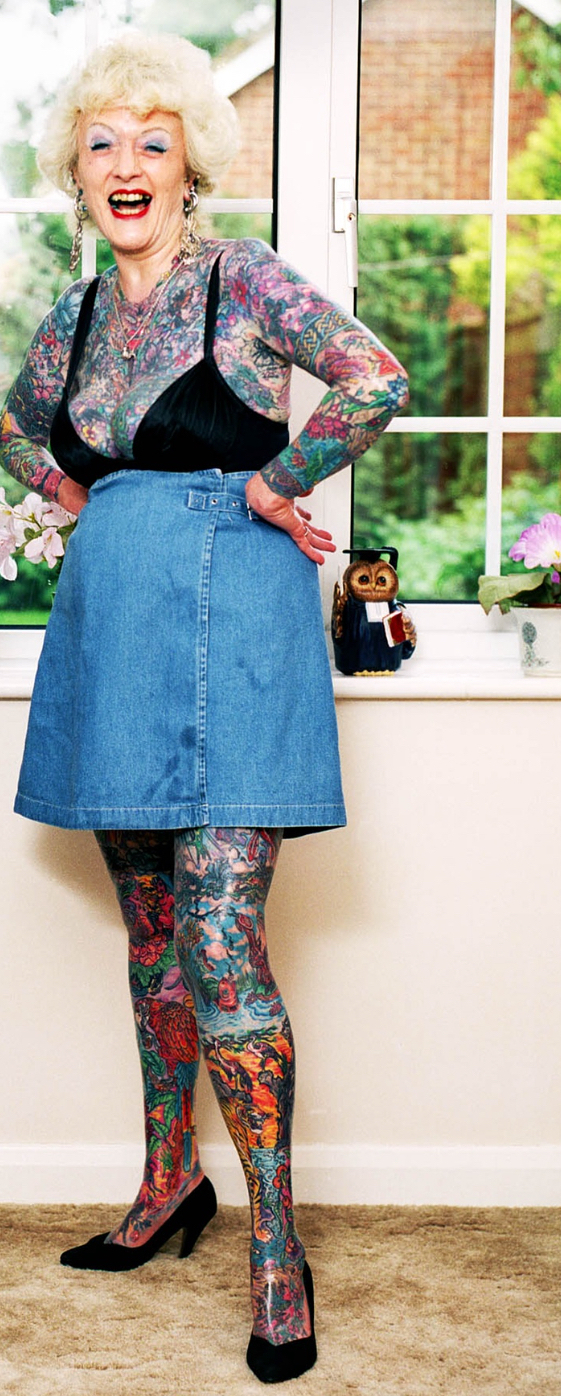

Im Jahr 1960 heiratete Isobel Margaret Thorpe den Ingenieur Malcolm H. Varley. Varley ließ sich ihre erste Tätowierung 1986 im Alter von 49 Jahren auf einer Tattoo-Convention im Hammersmith Palais in London stechen.(„Während des Kongresses war ich sofort von der Schönheit vieler der Tattoos beeindruckt, die ich sah, und war erstaunt über die Vielfalt der Menschen, die ich dort traf und die aus allen Gesellschaftsschichten zu kommen schienen“). Als ihr Mann sie einem Tätowierer namens Bill Cooke vorstellte, zeigte Varley Interesse und ließ sich einen kleinen Vogel tätowieren. Ihr Lieblings-Tattoo stellte eine Tigerfamilie auf ihrem Bauch dar.
Laut Guinness ließ sich Varley in einem Zeitraum von zehn Jahren mehr als 200 Designs tätowieren, die etwa 93 Prozent ihres Körpers bedeckten; hinzu kamen 49 Piercings, davon 16 im Intimbereich. Da sie zunächst noch als Kellnerin arbeitete, ließ sie die Unterarme, Hände und Beine noch untätowiert. Später wurden auch diese Bereiche mit Tattoos versehen. 1997 ließ sie sich letztmals tätowieren. Sie berichtete, dass „die einzigen Bereiche, die nicht vollständig tätowiert sind, mein Gesicht, meine Fußsohlen, meine Ohren und einige Bereiche an meinen Händen sind“. Im Jahr 2000 wurde sie erstmals als „meisttätowierte Seniorin der Welt“ bezeichnet. Im Jahr 2010 folgte der Eintrag in das Guinness-Buch der Rekorde.
In der Folge trat sie auf Kongressen, in verschiedenen Fernsehsendungen z. B. am 30. Januar 1997 in der Frank Skinner Show, BBC 1 und in der italienischen Fernsehsendung Lo Show dei Record auf. Über sie wurde in Zeitschriften und Zeitungen auf der ganzen Welt berichtet.
Varley erkrankte an Alzheimer und starb am 11. Mai 2015. Sie hinterließ ihren Ehemann Malcom und den gemeinsamen Sohn Stephen.

## Filmografie
- 2012 World's Greatest Body Shockers (TV-Dokumentation)
- 2008 Tattooed (Dokumentation)